# Austrophorocera sorocula
Austrophorocera sorocula là một loài ruồi trong họ Tachinidae.